# Contea di Bell (Kentucky)
La contea di Bell in inglese Bell County è una contea dello Stato del Kentucky, negli Stati Uniti. La popolazione al censimento del 2020 era di 24 097 abitanti. Il capoluogo di contea è Pineville e la città più popolosa è Middlesboro.